# L Peter Deutsch
Laurence Peter Deutsch (* 7. August 1946 in Boston) ist ein US-amerikanischer Informatiker und u. a. der ursprüngliche Entwickler von Ghostscript und Gründer des zugehörigen Unternehmens Aladdin Enterprises. Weiterhin ist er Autor einiger RFCs. Am 12. September 2007 verkürzte Deutsch seinen Vornamen Laurence zu L (ohne Punkt). Viele seiner früheren Veröffentlichungen waren zuvor bereits mit abgekürztem Vornamen unter L. Peter Deutsch erschienen.

## Leben
Deutsch ist der Sohn des Physikers Martin Deutsch, studierte ab 1964 an der University of California, Berkeley und erreichte im Juni 1973 mit seiner Arbeit An interactive program verifier den Ph.D. in Computer Science.
Im Jahr 1963 implementierte er Lisp für die PDP-1. Das war die zweite Implementation von Lisp und die erste Lisp-Implementation mit einer interaktiven Read-Eval-Print-Loop, mit Eingabe/Ausgabe über einen Typewriter.
Von 1971 bis 1986 arbeitete er beim Xerox Palo Alto Research Center (Xerox PARC). Ab 1981 gehörte er zur Smalltalk-Entwicklungsgruppe. In den folgenden Jahren wurde er immer frustrierter, da das Projektergebnis nicht veröffentlicht wurde. In den Jahren 1983 und 1984 sah er sich außerhalb von Xerox PARC nach einer anderen Tätigkeit um und entschied sich Anfang 1986 das Unternehmen zu verlassen. Vorher (1984) veröffentlichte er das Buch Efficient Implementation of the Smalltalk-80 System. 1986 begann er Ghostscript, eine freie PostScript-Implementierung, für das GNU-Projekt zu entwickeln und gründete Aladdin Enterprises, um Ghostscript kommerziell zu vermarkten. Gleichzeitig arbeitete er für ParcPlace, eine Ausgründung von Xerox PARC, unter deren Namen Smalltalk auf den Markt gebracht wurde. 1991 wechselte er zu Sun Microsystems.
1992 bekam er den ACM Software System Award für seine Arbeit an Interlisp.
1994 verließ er Sun Microsystems, schrieb The Seven Fallacies of Distributed Computing (auf Deutsch etwa die sieben Trugschlüsse beim verteilten Rechnen, von James Gosling auf acht Trugschlüsse erweitert) und wurde Fellow der ACM.
Als Pensionär widmet sich Deutsch der Komposition. Hierdurch motiviert, engagierte er sich bis 2014 innerhalb der MusicXML-Community.

## Wichtige Software-Projekte
- Project Genie
- Ghostscript
- Interlisp
- Smalltalk-80
- LISP 1.5 für die PDP-1

## Werke
- LOOM in Smalltalk., XEROX inter-office memorandum, September 1980.
- ByteLisp and its Alto Implementation., Conference Record of the 1980 LISP Conference, August 1980.
- mit Adele Goldberg: Smalltalk yesterday, today and tomorrow. In: Byte. August 1991.